# Libertà contrattuale
La libertà contrattuale è quell'autonomia che hanno gli stipulanti di un contratto sulla determinazione del contenuto del contratto stesso.
Vi sono però alcuni limiti della Libertà Contrattuale e sono afferenti a:
- Diritti a tutela del consumatore e dei lavoratori subordinati
- Contratti d'adesione
- Monopolio legale
- Tariffe mezzi pubblici